# Бенин на Светском првенству у атлетици на отвореном 2022.
Бенин је седамнаести пут учествовао на 18. Светском првенству у атлетици на отвореном 2022. одржаном у Јуџину  од 15. до 25. јула. Репрезентацију Бенина представљале су 2 атлетичарке која се такмичиле у 2 дисциплине.,.
На овом првенству такмичарке Бенина нису освојиле ниједну медаљу нити су оствариле неки резултат. 

## Учесници
Жене:
- Ноелије Јариго — 800 метара
- Отили Ахоунваноу — Седмобој

## Резултати

### Жене
| Атлетичарка    | Дисциплина | Лични рекорд | Квалификације | Квалификације | Полуфинале | Полуфинале | Финале                | Финале  | Детаљи |
| Атлетичарка    | Дисциплина | Лични рекорд | Резултат      | Место         | Резултат   | Место      | Резултат              | Место   | Детаљи |
| -------------- | ---------- | ------------ | ------------- | ------------- | ---------- | ---------- | --------------------- | ------- | ------ |
| Ноелије Јариго | 800 м      | 1:59,12 НР   | 2:01,19 КВ    | 3. у гр. 5    | 2:01,52    | 7. у гр. 2 | Није се квалификовала | 22 / 45 |        |

#### Седмобој
| Дисциплина    | Отили Ахоунваноу | Отили Ахоунваноу | Отили Ахоунваноу | Отили Ахоунваноу | Отили Ахоунваноу | Отили Ахоунваноу |
| Дисциплина    | Лични рекорд     | Резултат         | Бод.             | Плас.            | Укупно           | Плас.            |
| ------------- | ---------------- | ---------------- | ---------------- | ---------------- | ---------------- | ---------------- |
| 100 м препоне | 13,25            | НС               |                  |                  |                  |                  |
| Скок увис     | 1,78             | НС               |                  |                  |                  |                  |
| Бацање кугле  | 15,79            | НС               |                  |                  |                  |                  |
| 200 м         | 23,85            |                  |                  |                  |                  |                  |
| Скок удаљ     | 6,11             |                  |                  |                  |                  |                  |
| Бацање копља  | 48,02            |                  |                  |                  |                  |                  |
| 800 м         | 2:20,45          |                  |                  |                  |                  |                  |
| Седмобој      | 6.274 НР         |                  |                  |                  |                  |                  |

Напомена: Отили Ахоунваноу је држала националне рекорде Бенина у следећим дисциплинама: 100 м препоне, скоку увис и бацању кугле до почетка СП 2022. 